# Absolute Greatest
«Absolute Greatest» — збірка британського рок-гурту «Queen» 2009 року. Альбом містить 20 найвідоміших пісень гурту і доступний в декількох форматах, включаючи CD-синглове видання, спеціальне видання на двох CD з аудіо коментарями Браяна Мея і Роджера Тейлора, 52-сторінкова книга в твердій палітурі з двома CD, цифрове завантаження і бокс з LP-видянням. Кожен трек був ремастований з оригінальних плівок.
Рекламна акція на офіційному сайті гурту, Queen Online, дала фанам можливість вгадати розташування треків на альбомі і виграти приз, якщо їх відповідь була правильною (новий трек показувався щодня). Переможець обирався випадковим чином.

## Трек-лист
| Перша сторона | Перша сторона                                      | Перша сторона   | Перша сторона |
| #             | Назва                                              | Автор           | Тривалість    |
| ------------- | -------------------------------------------------- | --------------- | ------------- |
| 1.            | «We Will Rock You» (з News of the World, 1977)     | Браян Мей       | 2:02          |
| 2.            | «We Are the Champions» (з News of the World, 1977) | Фредді Мерк'юрі | 3:01          |
| 3.            | «Radio Ga Ga» (з The Works, 1984)                  | Роджер Тейлор   | 5:48          |
| 4.            | «Another One Bites the Dust» (з The Game, 1980)    | Джон Дікон      | 3:35          |

| Друга сторона | Друга сторона                                          | Друга сторона | Друга сторона |
| #             | Назва                                                  | Автор         | Тривалість    |
| ------------- | ------------------------------------------------------ | ------------- | ------------- |
| 5.            | «I Want It All» (синглова версія, з The Miracle, 1989) | Queen (Мей)   | 4:01          |
| 6.            | «Crazy Little Thing Called Love» (з The Game, 1980)    | Мерк'юрі      | 2:44          |
| 7.            | «A Kind of Magic» (з A Kind of Magic, 1986)            | Тейлор        | 4:25          |

| Третя сторона | Третя сторона                                           | Третя сторона  | Третя сторона |
| #             | Назва                                                   | Автор          | Тривалість    |
| ------------- | ------------------------------------------------------- | -------------- | ------------- |
| 8.            | «Under Pressure» (з Девідом Бові, з Hot Space, 1982)    | Queen, Бові    | 4:08          |
| 9.            | «One Vision» (синглова версія, з A Kind of Magic, 1986) | Queen (Тейлор) | 4:04          |
| 10.           | «You're My Best Friend» (з A Night at the Opera, 1975)  | Дікон          | 2:51          |
| 11.           | «Don't Stop Me Now» (з Jazz, 1978)                      | Мерк'юрі       | 3:30          |

| Четверта сторона | Четверта сторона                                                        | Четверта сторона | Четверта сторона |
| #                | Назва                                                                   | Автор            | Тривалість       |
| ---------------- | ----------------------------------------------------------------------- | ---------------- | ---------------- |
| 12.              | «Killer Queen» (з Sheer Heart Attack, 1974)                             | Мерк'юрі         | 3:00             |
| 13.              | «These Are the Days of Our Lives» (з Innuendo, 1991)                    | Queen (Тейлор)   | 4:13             |
| 14.              | «Who Wants to Live Forever» (з Greatest Hits II, A Kind of Magic, 1986) | Мей              | 4:55             |

| П'ята сторона | П'ята сторона                                                   | П'ята сторона | П'ята сторона |
| #             | Назва                                                           | Автор         | Тривалість    |
| ------------- | --------------------------------------------------------------- | ------------- | ------------- |
| 15.           | «Seven Seas of Rhye» (з Queen II, 1974)                         | Мерк'юрі      | 2:46          |
| 16.           | «Heaven for Everyone» (синглова версія, з Made in Heaven, 1995) | Тейлор        | 4:43          |
| 17.           | «Somebody to Love» (з A Day at the Races, 1976)                 | Мерк'юрі      | 4:55          |

| Шоста сторона | Шоста сторона                                               | Шоста сторона | Шоста сторона |
| #             | Назва                                                       | Автор         | Тривалість    |
| ------------- | ----------------------------------------------------------- | ------------- | ------------- |
| 18.           | «I Want to Break Free» (синглова версія, з The Works, 1984) | Дікон         | 4:19          |
| 19.           | «The Show Must Go On» (з Innuendo, 1991)                    | Queen (Мей)   | 4:32          |
| 20.           | «Bohemian Rhapsody» (з A Night at the Opera, 1975)          | Мерк'юрі      | 5:56          |

## Музиканти
- Фредді Мерк'юрі — головний і бек-вокали, піаніно, гітара, клавішні, синтезатор
- Браян Мей — гітара, бек-вокал, клавішні, синтезатор, оркестрове аранжування в «Who Wants to Live Forever», спільний головний вокал в «I Want It All» і «Who Wants to Live Forever»
- Роджер Тейлор — ударні, перкусія, клавішні, синтезатор, електронні ударні, бек-вокал
- Джон Дікон — бас-гітара, піаніно, гітара, клавішні, синтезатор
- Девід Бові — вокал, хлопки руками, клацання пальцями, клавішні в «Under Pressure»
- Фред Мендел — синтезатор в «Radio Ga Ga» і «I Want to Break Free»
- Національний філармонічний оркестр — струнні в «Who Wants to Live Forever»
- Майкл Кеймен — диригент і оркестрове аранжування в «Who Wants to Live Forever»

## Чарти і сертифікації
| Чарт (2009)                              | Позиція |
| ---------------------------------------- | ------- |
| Австралійський Топ 50 альбомів           | 18      |
| Австрійський Топ 75 альбомів             | 10      |
| Бельгійський (Валлонія) Топ 100 альбомів | 22      |
| Датський Топ 40 альбомів                 | 6       |
| Французький чарт                         | 11      |
| Німецький чарт альбомів                  | 23      |
| Угорський Топ 40 альбомів                | 4       |
| Мексиканський Топ 100 альбомів           | 22      |
| Норвезький Топ 40 альбомів               | 6       |
| Португальський Топ 30 альбомів           | 4       |
| Іспанський Топ 100 альбомів              | 20      |
| Шведський Топ 60 альбомів                | 5       |
| Швейцарський Топ 100 альбомів            | 15      |
| UK Albums Chart (Велика Британія)        | 3       |

| Чарт (2010)                              | Позиція |
| ---------------------------------------- | ------- |
| Бельгійський (Фландрія) Топ 100 альбомів | 15      |
| Нідерландський Топ 100 альбомів          | 36      |
| Новозеландський Топ 40 альбомів          | 6       |

| Чарт (2011)              | Позиція |
| ------------------------ | ------- |
| Канадський чарт альбомів | 16      |
| Фінський Топ 50 альбомів | 15      |

| Австралія (ARIA)      | Золото    | 35,000^  |
| Данія (IFPI)          | Золото    | 0^       |
| Угорщина (MAHASZ)     | Платина   | 6,000^   |
| Ірландія (IRMA)       | Платина   | 15,000^  |
| Італія (FIMI)         | Золото    | 30,000*  |
| Нова Зеландія (RMNZ)  | Платина   | 15,000^  |
| Польща (ZPAV)         | Золото    | 10,000*  |
| Португалія (AFP)      | Золото    | 10,000^  |
| Велика Британія (BPI) | 2×Платина | 600,000^ |